# Лежайски окръг
Лежайски окръг (на полски: Powiat leżajski) е окръг в Югоизточна Полша, Подкарпатско войводство. Заема площ от 583,71 км2.
Административен център е град Лежайск.

## География
Окръгът се намира в историческата област Червена Рус. Разположен е в северната част на войводството.

## Население
Населението на окръга възлиза на 70 230 души (2012 г.). Гъстотата е 120 души/км2.

## Административно деление
Административно окръгът е разделен на 5 общини.
Градска община:
- Лежайск

Градско-селска община:
- Община Нова Сажина

Селски общини:
- Община Долно Гроджиско
- Община Куриловка
- Община Лежайск

## Фотогалерия
- Лежайск
- Нова Сажина